# Boschi del Carpegna
Boschi del Carpegna este o arie protejată (arie specială de conservare — SAC, sit de importanță comunitară — SCI) din Italia întinsă pe o suprafață de 59 ha, integral pe uscat.

## Localizare
Centrul sitului Boschi del Carpegna este situat la coordonatele 43°47′47″N 12°18′16″E / 43.796371°N 12.304412°E.

## Înființare
Situl Boschi del Carpegna a fost declarat sit de importanță comunitară în iunie 1995 pentru a proteja 17 specii de animale. Situl a fost protejat și ca arie specială de conservare în aprilie 2016.

## Biodiversitate
Situată în ecoregiunea continentală, aria protejată conține 6 habitate naturale: Fânețe de joasă altitudine (Alopecurus pratensis, Sanguisorba officinalis), Liziere de ierburi înalte hidrofile de câmpie și de nivel montan până la alpin, Pajiști uscate seminaturale și facies de acoperire cu tufișuri pe substraturi calcaroase (Festuco-Brometalia) (* situri importante pentru orhidee), Formațiuni de Juniperus communis pe lande sau pajiști calcaroase, Păduri de fag din Apenini cu Taxus și Ilex, Păduri ilirice de stejar și carpen (Erythronio-Carpinion).
La baza desemnării sitului se află mai multe specii protejate:
- păsări (13): uliu păsărar (Accipiter nisus), șorecarul comun (Buteo buteo), caprimulg (Caprimulgus europaeus), ciocănitoare pestriță mare (Dendrocopos major), cinteză (Fringilla coelebs), sfrâncioc roșiatic (Lanius collurio), viespar (Pernis apivorus), pitulice de munte (Phylloscopus collybita), pițigoi sur (Poecile palustris), mugurarul (Pyrrhula pyrrhula), aușel cu cap galben (Regulus regulus), turturică (Streptopelia turtur), sturzul de vâsc (Turdus viscivorus)
- amfibieni (1): Triturus carnifex
- mamifere (1): lupul (Canis lupus)
- nevertebrate (2): croitorul mare al stejarului (Cerambyx cerdo), rădașcă (Lucanus cervus)

Pe lângă speciile protejate, pe teritoriul sitului au mai fost identificate 10 specii de plante, 5 specii de păsări, 3 specii de amfibieni, 2 specii de mamifere, 2 specii de reptile.